# Luis Fraiz
Luis Fraiz (Panamá; 13 de junio de 1993) es un futbolista panameño nacionalizó español que juega de lateral izquierdo.

## Selección nacional

### Categorías inferiores
ha sido convocado por selección Sub-20 de Panamá para disputar el Campeonato Sub-20 de la Concacaf de 2013.

### Participaciones en selección nacional
| Copa                   | Categoría | Sede   | Resultado        | Partidos | Goles |
| ---------------------- | --------- | ------ | ---------------- | -------- | ----- |
| Campeonato Sub-20 2013 | Sub-20    | México | Cuartos de final | 2        | 0     |

## Clubes
| Club                | País      | Año         |
| ------------------- | --------- | ----------- |
| Árabe Unido         | Panamá    | 2012 - 2013 |
| Frosinone Calcio    | Italia    | 2014-2015   |
| Árabe Unido         | Panamá    | 2015-2016   |
| CD Plaza Amador     | Panamá    | 2016-2018   |
| Velez CF            | España    | 2018-2019   |
| Gibraltar United FC | Gibraltar | 2019        |
| La Roda CF          | España    | 2019        |
| Atlético Chiriquí   | Panamá    | 2020        |
| CD Pozoblanco       | España    | 2020 - 2021 |

## Palmarés

### Títulos nacionales
| Título           | Club           | País   | Año    |
| ---------------- | -------------- | ------ | ------ |
| Primera División | CD Árabe Unido | Panamá | 2012-A |
| Primera División | CD Árabe Unido | Panamá | 2015-A |